# Orgìa (unità di misura)
L'orgìa (in greco antico: ὀργυιά?, orgyia) era un'unità di misura di lunghezza in uso nell'antica Grecia e nell'antico Egitto equivalente a circa 177,6 centimetri, pari a due braccia distese.
Come quasi tutte le unità di misura antiche faceva riferimento alle misure "standard" del corpo umano. L'orgìa veniva riferita all'altezza dell'uomo; essa veniva divisa in quattro cubiti, la lunghezza di ciascun cubito era di un piede e mezzo, per cui l'orgìa corrispondeva a 6 piedi. La lunghezza dell'orgìa variava in rapporto alla misura piede, o del cubito, di cui essa era formata. 
In Egitto l'orgìa era di quattro cubiti ovvero 8 piedi egiziani che corrispondevano a 6 piedi fileterici.
Erodoto espone la conversione tra le misure greche ed egizie e riporta che uno stadio era equivalente a 100 orgìe. Quindi: 1 stadio = 177,6 metri = 100 orgìe; 1 orgìa = 177,6 centimetri.
Nella sua Anabasi, Senofonte racconta che le sue truppe - era all'incirca la fine di novembre - si trovarono in Armenia nel mezzo di una bufera di neve. In quelle condizioni climatiche, per lui spaventose: 
(Senofonte, Anabasi, IV, 5, 1-7.)